# Frederick Guthrie
Frederick Guthrie (London, 1833. október 15. – London, 1886. október 21.) angol kémikus és fizikus.

## Élete
Tanulmányait Angliában, Heidelbergben és Marburgban végezte. Miután több évig mint tanársegéd alkalmazásban állt, 1860-ban a Royal Collegen Mauritius szigetén a kémia- és fizikatanára volt. 1867-ben hazájába visszatért és a Royal school of mines és a School of sciences nevű tanintézetekben a fizika tanárává nevezték ki. Különösen szerves kémiával foglalkozott. Fizikai vizsgálatai a hajcsövességre, folyadékok hullámmozgására és hővezető képességére vonatkoznak. Dolgozatai közül kiemelkednek a következők: An examination of the waters of Mauritius. Elements of heat and non metallic chemistry (1868); Magnetism and electricity (1875); An introduction to netism and electricity (1875); An introduction to physics (1877); Practical physics (1879); The first book of knowledge (1881); Outline of experiments and apparatus for illustrating elementary instruction in sound, light, heat, magnetism and electricity (1881). Frederick Cerny álnéven adta közzé The ten című költeményét és Logrono című drámáját (1877).